# Michael R. Matz
Michael Ray Matz, född 23 januari 1951 i Collegeville, Pennsylvania, är en amerikansk ryttare.
Matz tog OS-silver i lagtävlingen i hoppning i samband med de olympiska ridsporttävlingarna 1996 i Atlanta.